# Vieja
Genre
Vieja est un genre neotropical de Cichlasomatinae (famille des Cichlidae et de l'ordre des Cichliformes. La répartition géographique du genre est limitée à l'Amérique centrale, principalement au Mexique, au Guatemala et au Nicaragua. Dans le genre Vieja sont général valides les espèces qui atteigne une taille comprise entre 15 et 35 centimètres. Il y a 16 espèces de Vieja actuellement décrites. La classification de plusieurs espèces de Vieja est litigieuse, plusieurs sont parfois décrites comme faisant partie du genre Theraps. Une enquête plus approfondie, y compris des études sur l’ADN devrait clarifier la taxonomie au cours des prochaines années. Vieja est étroitement liée à Paraneetroplus et certaines autorités, notamment FishBase, ont fusionné le premier dans le second, tout en plaçant Vieja godmanni et Vieja microphthalma dans le genre Theraps.

## Synonymes, taxon sœur
Paratheraps Werner & Stawikowski 1987 et Chuco Fernández-Yepez 1969 sont soit considéré comme synonymes (Fishbase) soit comme groupes voisins.

## Liste des espèces
Selon FishBase (23 juillet 2015):
- Aucune espèce

### Note
Selon ITIS:
- Vieja argentea (Allgayer, 1991)
- Vieja bifasciata (Steindachner, 1864)
- Vieja breidohri (Werner & Stawikowski, 1987)
- Vieja fenestrata (Günther, 1860)
- Vieja godmanni (Günther, 1862)
- Vieja guttulata (Günther, 1864)
- Vieja hartwegi (Taylor & Miller, 1980)
- Vieja heterospila (Hubbs, 1936)
- Vieja intermedia (Günther, 1862)
- Vieja maculicauda (Regan, 1905)
- Vieja melanura (Günther, 1862)
- Vieja microphthalma (Günther, 1862)
- Vieja regani (Miller, 1974)
- Vieja synspila (Hubbs, 1935)
- Vieja tuyrense (Meek & Hildebrand, 1913)
- Vieja zonata (Meek, 1905)

## Galerie

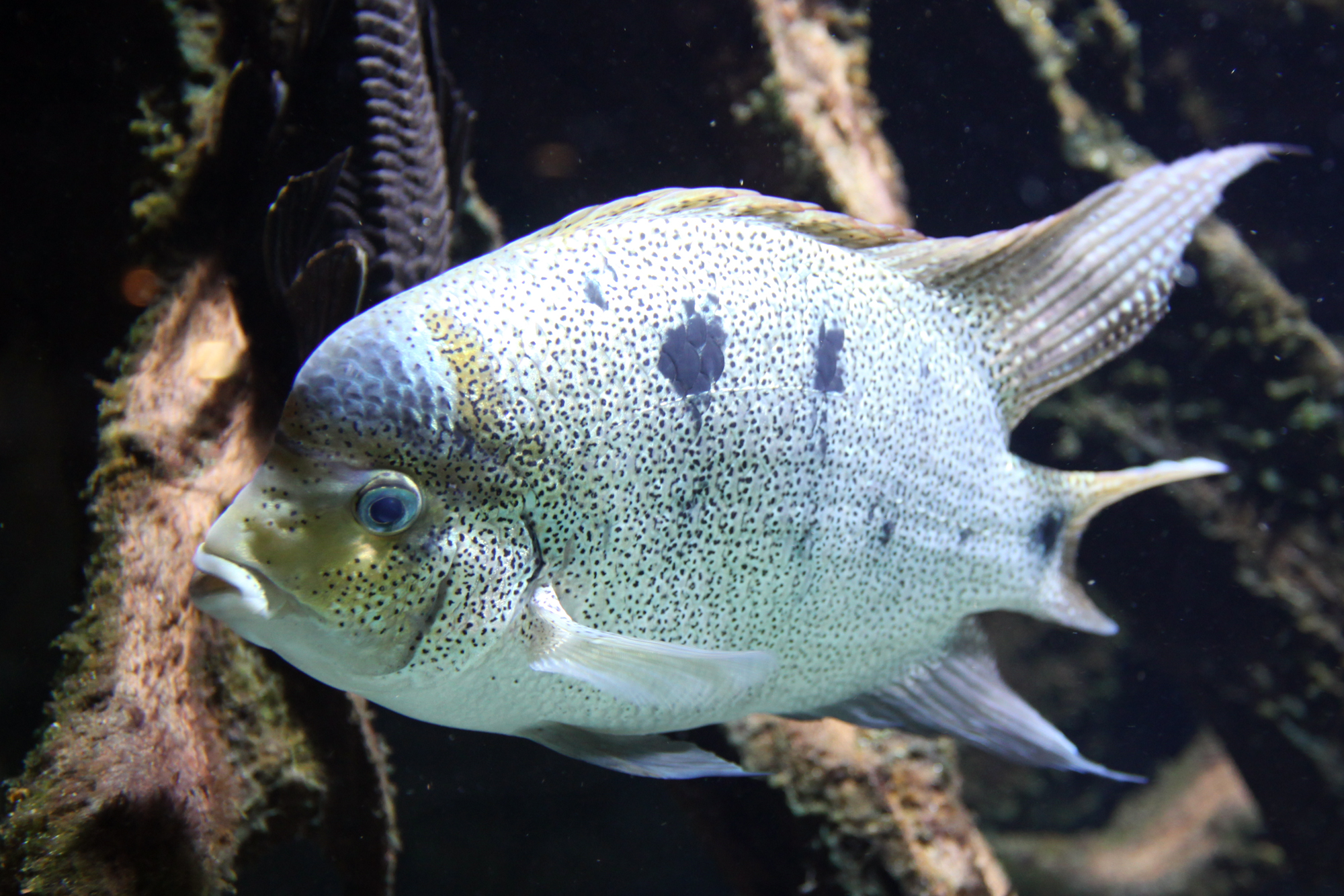
Vieja argentea ou Paraneetroplus argenteus
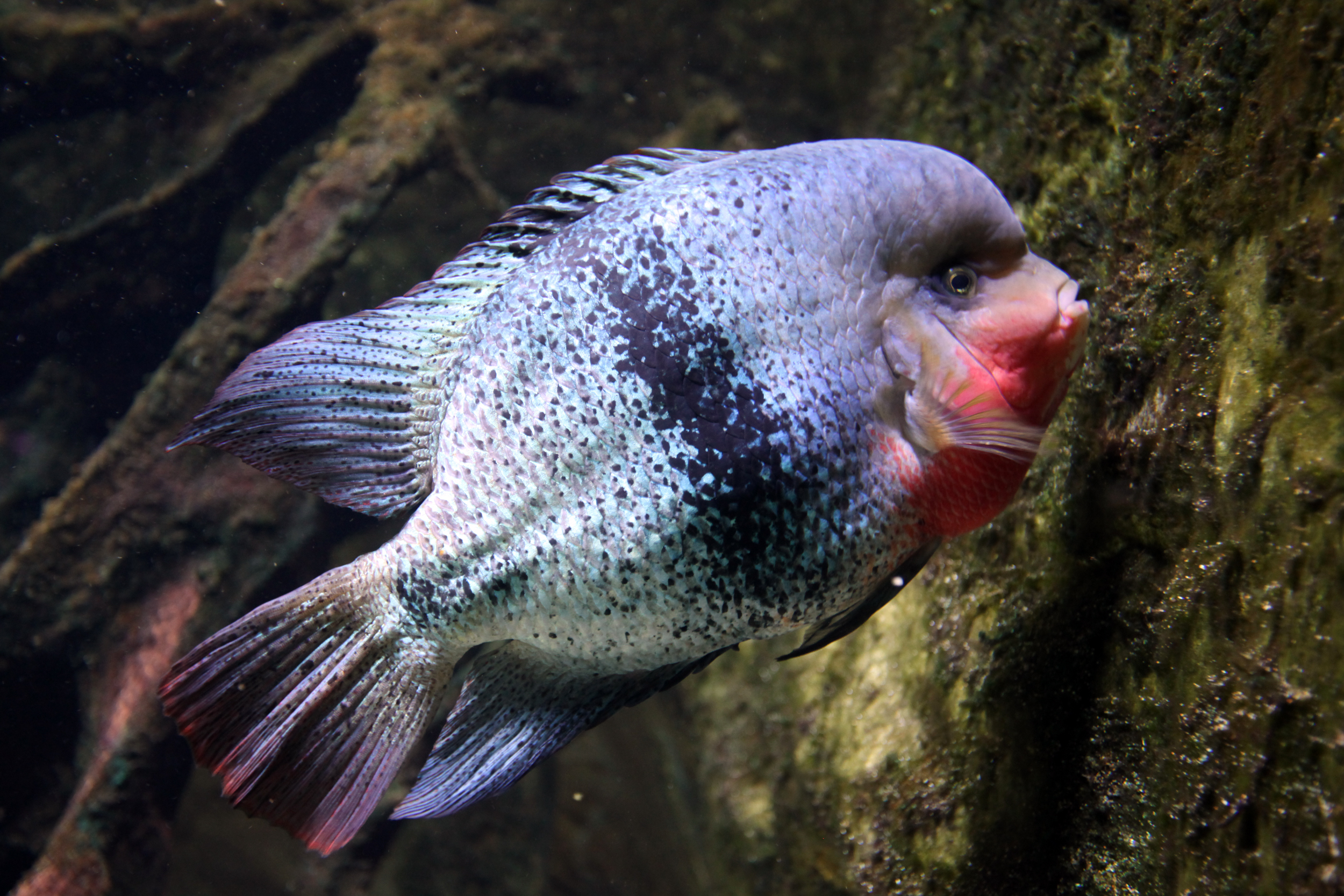
Vieja synspila ou Paraneetroplus synspilus
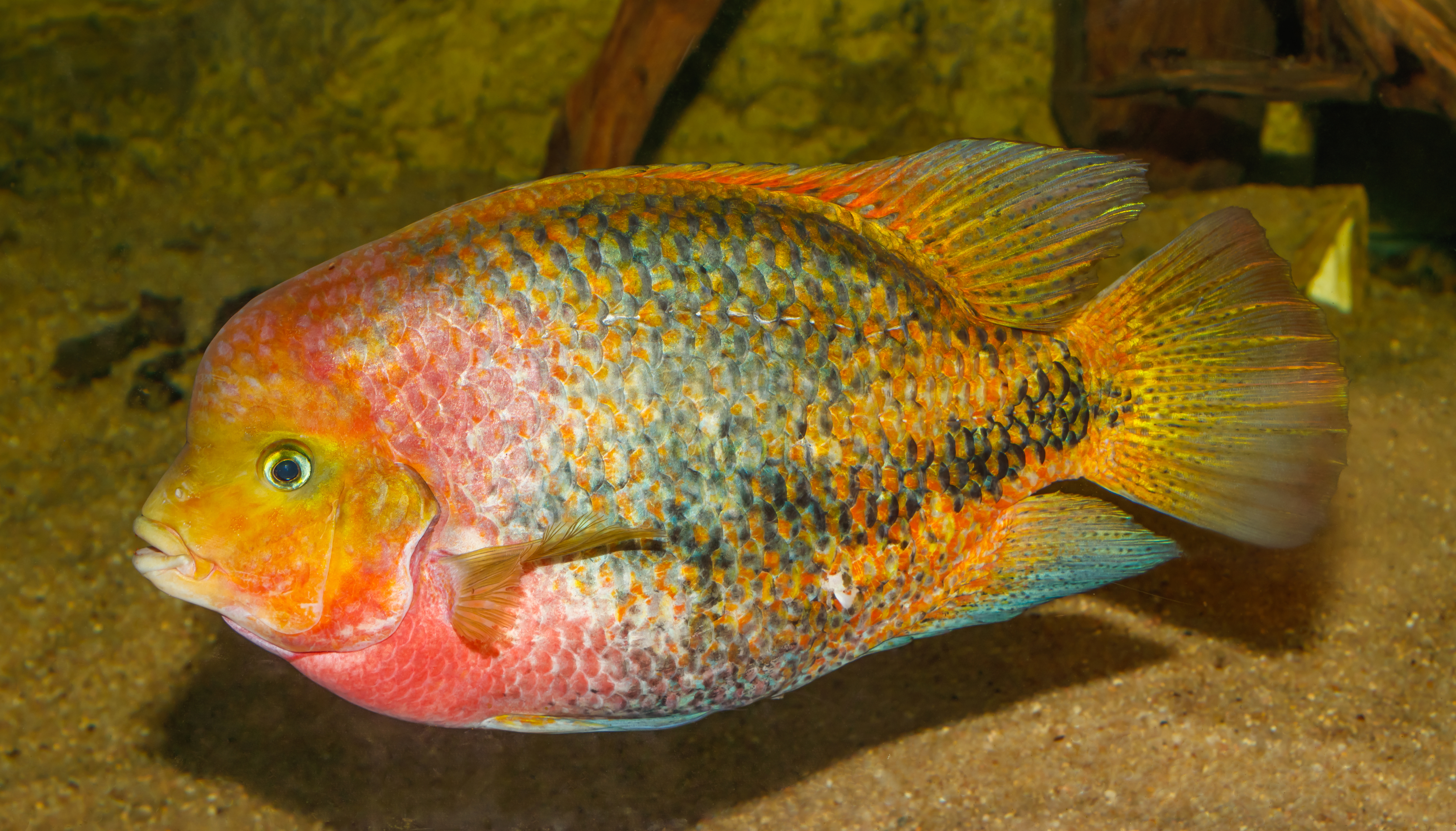
Vieja malanura.